# Сидячий волейбол на літніх Паралімпійських іграх 2020
Сидячий волейбол на літніх Паралімпійських іграх 2020 року відбувався у Макухарі Мессе в Токіо, Японія. Проводилося два розіграші волейбольних команд: для чоловіків та для жінок.
Змагання з сидячого волейболу на Олімпійських іграх у Токіо відбуваються вже вп'яте з часу впровадження волейболу в 1976—2000 роках.
Літні Олімпійські та Паралімпійські ігри 2020 року були перенесені на 2021 рік через пандемію COVID-19. Вони зберегли назву 2020 року і тривали з 24 серпня по 5 вересня 2021 р.

## Кваліфікація
У змаганнях беруть участь 16 команд (8 чоловічих та 8 жіночих).
У 2016 році на Олімпіаді в Ріо змагання серед жінок вперше виграла команда США, обігравши у фіналі збірну Китаю.

### Чоловіки
| Змагання чоловіків                                         | Дата               | Місто проведення | Кількість переможців | Країни                    |
| ---------------------------------------------------------- | ------------------ | ---------------- | -------------------- | ------------------------- |
| Host Country Allocation                                    | Н/Д                | Н/Д              | 1                    | Японія                    |
| 2018 World ParaVolley Championships                        | 15–22 липня 2018   | Гаага            | 2                    | Боснія і Герцеговина Іран |
| 2019 ParaVolley Asia Oceania Zonal Championships           | 10–15 June 2019    | Бангкок          | 1                    | Китай                     |
| 2019 ParaVolley Europe Zonal Championships — Men           | 15–20 липня 2019   | Будапешт         | 1                    | Росія                     |
| 2019 Parapan American Games                                | 23–28 серпня 2019  | Ліма             | 1                    | Бразилія                  |
| 2019 ParaVolley Africa Zonal Championships                 | 19–22 вересня 2019 | Кігалі           | 1                    | Єгипет                    |
| 2021 World ParaVolley Final Paralympic Qualification Event | 1–5 червня 2021    | Дуйсбург         | 1                    | Німеччина                 |
| Total                                                      |                    |                  | 8                    |                           |

### Жінки
| Змагання жінок                                             | Дата               | Місто проведення | Кількість переможців | Країни                         |
| ---------------------------------------------------------- | ------------------ | ---------------- | -------------------- | ------------------------------ |
| Host Country Allocation                                    | Н/Д                | Н/Д              | 1                    | Японія                         |
| 2018 World ParaVolley Championships                        | 15 — 21 липня 2018 | Гаага            | 2                    | Росія США Боснія і Герцеговина |
| 2019 ParaVolley Asia Oceania Zonal Championships           | 10–15 червня 2019  | Бангкок          | 1                    | Китай                          |
| 2019 ParaVolley Europe Zonal Championships — Women         | 15–20 July 2019    | Будапешт         | 1                    | Італія                         |
| 2019 Parapan American Games                                | 23–28 серпня 2019  | Ліма             | 1                    | Бразилія                       |
| 2019 ParaVolley Africa Zonal Championships                 | 15–17 вересня 2019 | Кігалі           | 1                    | Руанда                         |
| 2020 World ParaVolley Final Paralympic Qualification Event | 25–29 лютого 2020  | Галіфакс         | 1                    | Канада                         |
| Разом                                                      |                    |                  | 8                    |                                |

## Медалісти
| Дисципліни         | Золото | Срібло | Бронза               |
| ------------------ | ------ | ------ | -------------------- |
| Змагання чоловіків | Іран   | Росія  | Боснія і Герцеговина |
| Змагання жінок     | США    | Китай  | Бразилія             |